# André Hirschowitz
André Hirschowitz (* 1944 in Lyon) ist ein französischer Mathematiker, der sich mit algebraischer Geometrie und Analysis befasst.
Hirschowitz studierte ab 1964 an der École normale supérieure, war ab 1967 Assistent in Nizza, forschte 1970 bis 1972 für das CNRS, wonach er 1972 bei André Martineau promoviert wurde (Convexité en géométrie analytique). 1972 wurde er Professor 2. Klasse in Nizza und 1980 Professor 1. Klasse. 1991 wurde er Professeur de classe exceptionelle. 1992 bis 1996 war er Forschungsdirektor des CNRS.
Sein Hauptarbeitsgebiet ist Algebraische Geometrie. Er publizierte unter anderem mit  Robin Hartshorne, Adrien Douady, M. S. Narasimhan, S. Ramanan, Carlos Simpson und in Deutschland mit Lothar Göttsche, Otto Forster, Michael Schneider und Klaus Hulek und veröffentlichte 1972 unter dem Kollektivpseudonym Serge Baryton. In den 1970er Jahren veröffentlichte er auch über Funktionentheorie mehrerer komplexer Variabler und zuletzt über automatische Beweissysteme (Coq) und mathematische Logik (Logik von Spielen).
1998 gründete er das französische Forschungsnetzwerk für algebraische Geometrie (GAC).